# Aufania

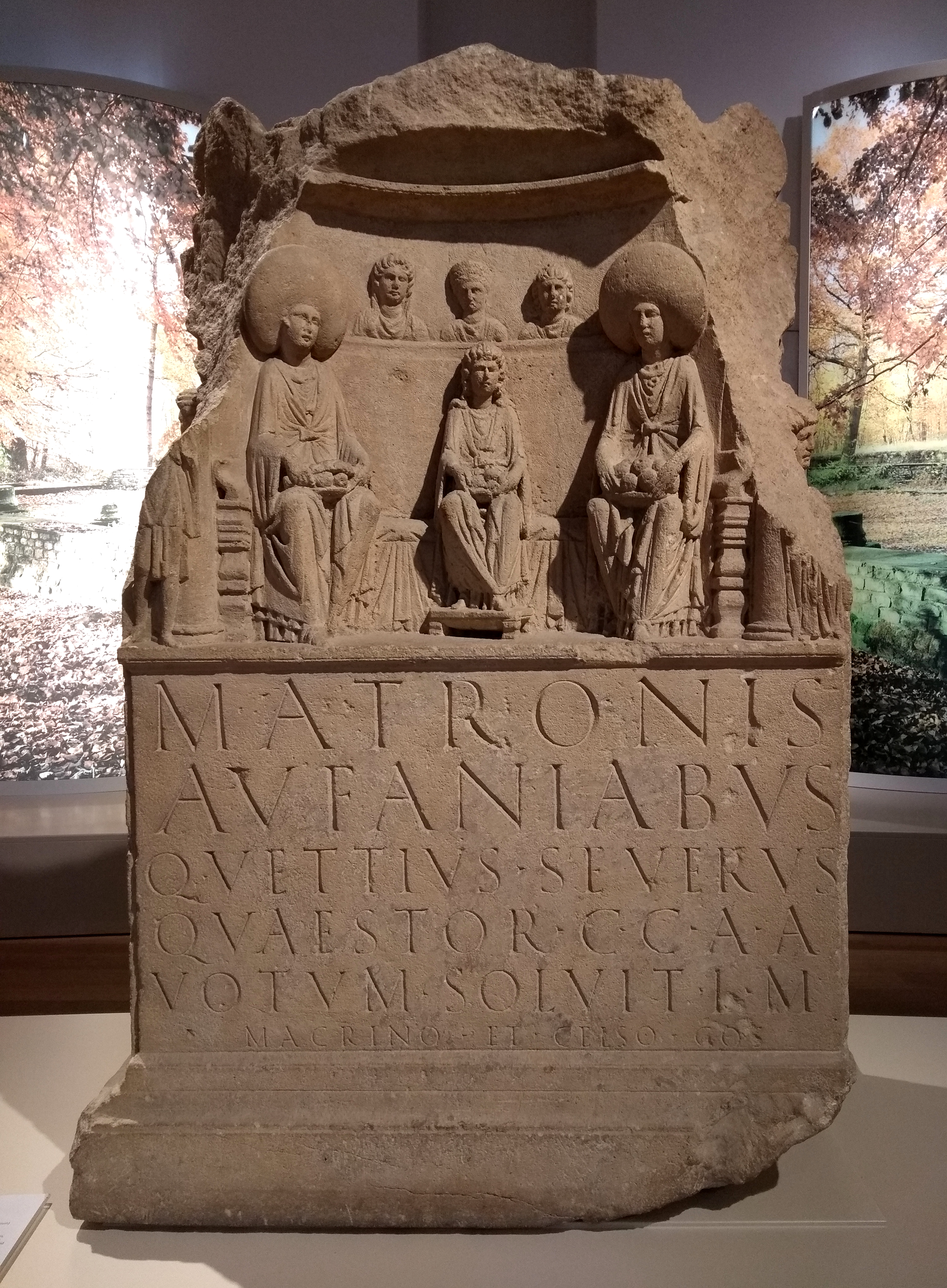
Voorbeelden van Aufania

De Aufaniae (enkelvoud Aufania) was een verzamelnaam voor de moedergodinnen in de Keltische mythologie die overal in het Keltische Europa werden vereerd. Ze zijn enkel bekend van symbolische inscripties en werden naar het schijnt voornamelijk in het Duitse Rijnland geattesteerd.